# G-Force (jeu vidéo)
Pour les articles homonymes, voir G-Force (homonymie).
 (juin 2021).
La mise en forme du texte ne suit pas les recommandations de Wikipédia : il faut le « wikifier ».
Les points d'amélioration suivants sont les cas les plus fréquents. Le détail des points à revoir est peut-être précisé sur la page de discussion.
- Les titres sont pré-formatés par le logiciel. Ils ne sont ni en capitales, ni en gras.
- Le texte ne doit pas être écrit en capitales (les noms de famille non plus), ni en gras, ni en italique, ni en « petit »…
- Le gras n'est utilisé que pour surligner le titre de l'article dans l'introduction, une seule fois.
- L'italique est rarement utilisé : mots en langue étrangère, titres d'œuvres, noms de bateaux, etc.
- Les citations ne sont pas en italique mais en corps de texte normal. Elles sont entourées par des guillemets français : « et ».
- Les listes à puces sont à éviter, des paragraphes rédigés étant largement préférés. Les tableaux sont à réserver à la présentation de données structurées (résultats, etc.).
- Les appels de note de bas de page (petits chiffres en exposant, introduits par l'outil «  Source ») sont à placer entre la fin de phrase et le point final[comme ça].
- Les liens internes (vers d'autres articles de Wikipédia) sont à choisir avec parcimonie. Créez des liens vers des articles approfondissant le sujet. Les termes génériques sans rapport avec le sujet sont à éviter, ainsi que les répétitions de liens vers un même terme.
- Les liens externes sont à placer uniquement dans une section « Liens externes », à la fin de l'article. Ces liens sont à choisir avec parcimonie suivant les règles définies. Si un lien sert de source à l'article, son insertion dans le texte est à faire par les notes de bas de page.
- La présentation des références doit suivre les conventions bibliographiques. Il est recommandé d'utiliser les modèles {{Ouvrage}}, {{Chapitre}}, {{Article}}, {{Lien web}} et/ou {{Bibliographie}}. Le mode d'édition visuel peut mettre en forme automatiquement les références.
- Insérer une infobox (cadre d'informations à droite) n'est pas obligatoire pour parachever la mise en page.

Pour une aide détaillée, merci de consulter Aide:Wikification.
Si vous pensez que ces points ont été résolus, vous pouvez retirer ce bandeau et améliorer la mise en forme d'un autre article.
G-Force est un jeu vidéo basé sur le film du même nom. Il est sorti pour Microsoft Windows, Nintendo DS, PlayStation 2, PlayStation 3, PlayStation Portable, Wii, Xbox 360 et iOS.

## Trame
L’intrigue est inspirée du film, dans lequel un groupe de cobayes hautement qualifiés (Darwin, Blaster et Juarez) se bat contre Leonard Saber, un milliardaire maléfique et son armée robotique d’appareils ménagers ».
L’intrigue du jeu diffère du film de plusieurs manières. Dans le film, Speckles a disparu après que les autres se soient échappés de l’animalerie jusqu’aux scènes finales du film. Dans le jeu vidéo, Speckles réapparaît peu de temps après en disant qu’il s’est évadé de la ménagerie. Le jeu introduit également plusieurs nouveaux emplacements, notamment le centre de production d’appareils électroménagers et certains égouts non vus dans le film. Le jeu se termine également différemment, Speckles ne change pas d’avis et arrête son plan diabolique. Au lieu de cela, il continue et Mooch doit détruire la machine, tuant vraisemblablement Speckles. Cependant, dans les derniers instants du jeu, la main de Speckles émerge de l’épave, ce qui implique qu’il a survécu.

## Système de jeu
G-Force est un jeu d'action-aventure joué en vue à la troisième personne . Le joueur joue à travers plusieurs niveaux linéaires dans une variété d'environnements afin de progresser. Au combat, le joueur contrôle Darwin et doit utiliser son arsenal pour vaincre ses ennemis. Certaines des armes de l'arsenal de Darwin comprennent son fouet électrique, un pistolet à plasma et un pistolet à congélation.
En dehors du combat, le joueur doit relever des défis de plate-forme en utilisant le jetpack de Darwin qui lui permet de planer dans les airs. Ils doivent également résoudre des énigmes, dont certaines nécessitent que le joueur contrôle Mooch, un moucheron qui peut voler et entrer dans des endroits que Darwin ne peut pas. Mooch peut désactiver les ennemis et les pièges, ce qui permet à Darwin de progresser. Dans certaines sections, le joueur contrôle une boule de hamster modifiée et doit traverser les égouts, tirer sur les ennemis et éviter les obstacles.
Tout au long du jeu, le joueur peut collecter des jetons SaberSense, une monnaie du jeu qui permet au joueur d'acheter des améliorations pour ses armes.
Les versions PlayStation 3 et Xbox 360 disposent d’un mode 3D stéréoscopique basé sur l’anaglyphe et étaient fournies avec deux paires de lunettes 3D.

## Distribution de voix
- Sam Rockwell dans le rôle de Darwin (agent spécial du FBI), un cobaye à crête, le chef de G-Force.
- Roxana Ortega dans le rôle de Juarez (agent spécial du FBI), une cobaye agouti femelle à l'accent espagnol, le muscle de G-Force. Elle est aussi l'amoureuse de Blaster.
- Avery Waddell dans le rôle de Blaster (agent spécial du FBI), un cobaye renard, l'expert en armes de G-Force. Il est également l'amoureux de Juarez.
- Jon Favreau dans le rôle de Hurley (FBI Rookie), un cobaye abyssin et le frère perdu depuis longtemps de Darwin.
- Dee Bradley Baker dans le rôle de Mooch the Fly, une mouche verte et membre de G-Force.
- Michael Gough dans le rôle de Speckles the Mole, la taupe cyber intelligente au nez étoilé, le cerveau de G-Force.
- Bill Nighy comme Leonard Saber, un ancien marchand d'armes et le chef de Saberling Industries.
- Zach Galifianakis comme Ben, un scientifique et associé et l'entraîneur de G-Force
- Ulrika Belogriva en tant que scientifique, agent de G-Force[3].

## Accueil
Le jeu a reçu des « critiques mitigées ou moyennes » sur toutes les plateformes à l’exception de la version iOS, selon le site d’agrégation de critiques Metacritic.  
GameSpot a déclaré à propos des versions PlayStation 3, Wii et Xbox 360 : « Des combats amusants et des énigmes astucieuses en font un bon compagnon pour le film à succès ». Greg Miller d’IGN a déclaré : « G-Force n’est pas un jeu auquel tout le monde devrait faire la queue, mais les gens qui cherchent à avoir une partie interactive du film ne devraient pas être déçus » . IT Reviews a écrit : « Les défauts sont faciles à repérer ; G-Force est un divertissement familial décent, solide et performant ». Cependant, Game Revolution était plus négatif, lui attribuant une note « C » et critiquait la « conception répétitive du puzzle [et] les visuels fades ».
Le mode 3D a reçu des critiques mitigées. GamesMaster a déclaré à propos de la version Xbox 360 : « Ne sous-estimez pas le facteur wow du mode 3D — si c’est l’avenir des jeux, inscrivez-nous » . IT Reviews, d’autre part, a déclaré à propos de la même version de la console : « Les lunettes 3D fournies sont au mieux un gadget, un aller simple à un mal de tête au pire ».